# Дэлгэр-Мурен
Дэлгэр-Мурен, Мурэн (монг. Дэлгэрмөрөн, «большая широкая река») — река в Монголии и России. Левая составляющая реки Селенга. Средний расход воды — 33 м³/с.
Находится на севере страны. Берёт начало на склоне хребта Улан-Тайга на высоте около 3000 м. Течёт на юг, затем поворачивает на юго-восток. Русло реки находится преимущественно в долине глубиной 150—300 м. На небольшом протяжении по реке проходит российско-монгольская граница. Длина реки составляет около 445 км. Сливаясь с рекой Идэр образует реку Селенгу. Река замерзает на 4—5 месяцев в году. Воды реки используются для водоснабжения города Мурэн.